# 大卫·尼科尔

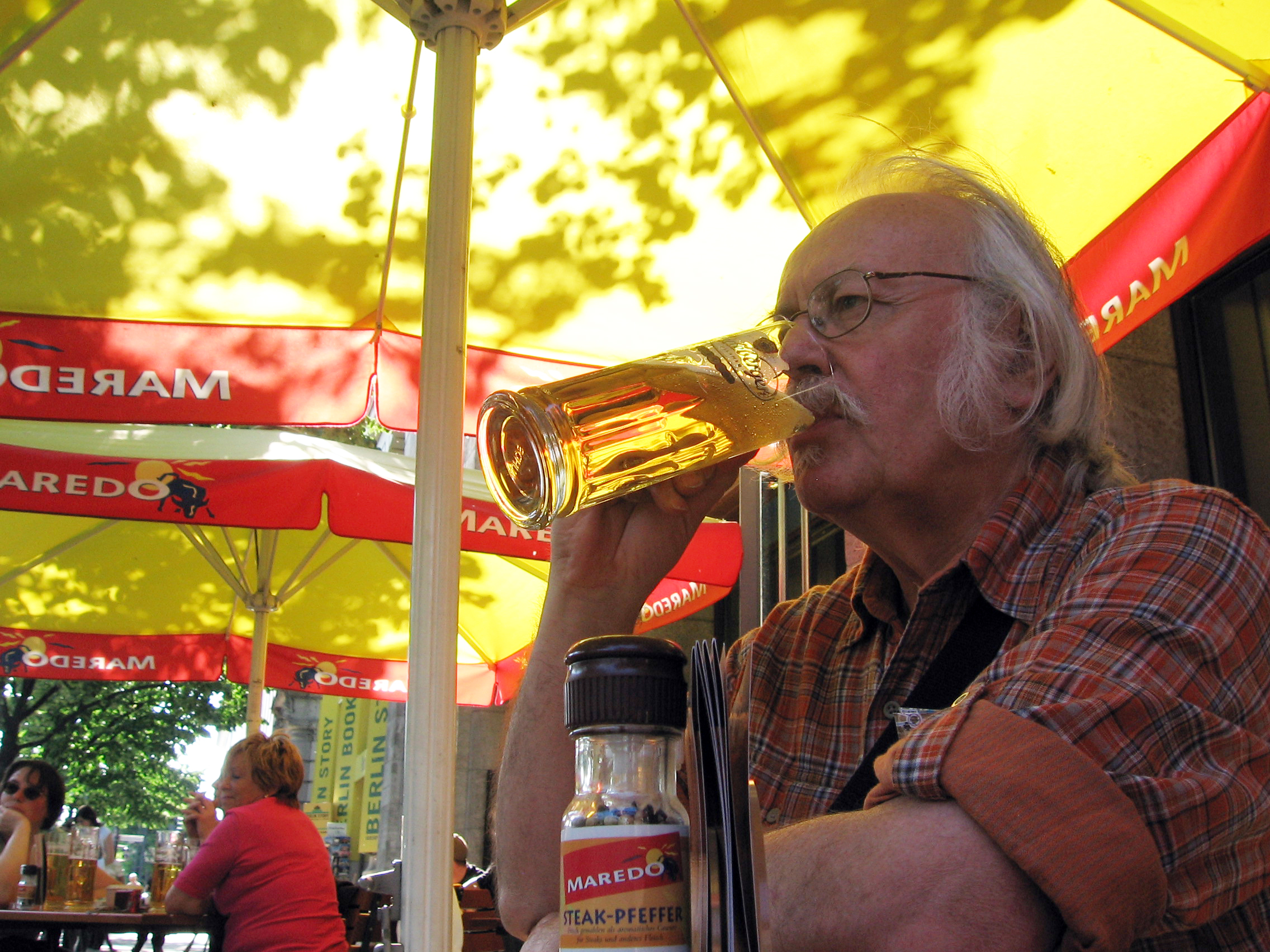
大卫·尼科尔

大卫·尼科尔（英語：Dr. David C. Nicolle，1944年4月4日—）是一位英国历史学家，专注于研究中东的中世纪軍事史。
尼科尔曾为BBC阿拉伯语服务工作，也在约旦耶尔穆克大学讲授过世界与伊斯兰教的艺术与建筑。他现在居住在英国。